# نور لقمان
نور لقمان (بالإنجليزية: Nur Luqman)‏ هو لاعب كرة قدم سنغافوري، ولد في 20 يونيو 1998.

## وصلات خارجية
- نور لقمان على موقع قاعدة بيانات كرة القدم.إي يو (الإنجليزية)
- نور لقمان على موقع Soccerway.com (الإنجليزية)